# فارس فلاحي
فارس فلاحي' لاعب كرة قدم جزائري، ومن أبرز لاعبي وفاق سطيف الجزائري، كما لعب في نوادي عديدة، منها مولودية شباب العلمة، جزائري الأصل، والجنسية، ولد بمدينة سطيف، يلعب كوسط ميدان....

## روابط خارجية
- فارس فلاحي على موقع قاعدة بيانات كرة القدم.إي يو (الإنجليزية)
- فارس فلاحي على موقع ناشيونال فوتبول تيمز (الإنجليزية)
- فارس فلاحي على موقع Soccerway.com (الإنجليزية)